# Pagar Dewa (Mesuji)
Pagar Dewa is een bestuurslaag in het regentschap Ogan Komering Ilir van de provincie Zuid-Sumatra, Indonesië. Pagar Dewa telt 1862 inwoners (volkstelling 2010).